# سینما هجرت (کرج)
سینما هجرت یک سینما در مرکز شهر کرج، ایران است.
این سینما که متعلق به حوزه هنری می‌باشد در سال ۱۳۴۷ افتتاح شده است.